# 弗列斯諾湖
56°55′18″N 28°28′13″E / 56.92167°N 28.47028°E
弗列斯諾湖（俄语：Влесно），是俄羅斯的湖泊，位於該國西北部，由普斯科夫州負責管轄，處於克拉斯諾戈羅茨克區，面積0.9平方公里，集水區面積24.5平方公里，平均水深1.3米，最大水深1.9米。